# Mutschach
Mutschach ist ein Gemeindeteil der Großen Kreisstadt Dinkelsbühl im Landkreis Ansbach (Mittelfranken, Bayern). Mutschach liegt in der Gemarkung Dinkelsbühl. Mutschach wurde früher auch Pulvermühle oder Muntschi oder Mutschacheröhlmühl genannt.

## Geografie
Die Einöde liegt am Mutschachgraben, einem linken Zufluss der Wörnitz, der dort zwei Weiher speist. Der Ort ist von Wald umgeben. Im Süden heißt das Waldgebiet Tigertwald. Die Staatsstraße 2220 führt nach Dinkelsbühl zur Bundesstraße 25 (1,9 km südwestlich) bzw. nach Witzmannsmühle (5,6 km nordöstlich).

## Geschichte
Die Fraisch über die Mutschach war strittig zwischen dem ansbachischen Oberamt Feuchtwangen, dem oettingen-spielbergischen Oberamt Dürrwangen und der Reichsstadt Dinkelsbühl. Die Grundherrschaft des Anwesens hatte die katholische Kirchenpflege der Reichsstadt Dinkelsbühl. Von 1797 bis 1808 unterstand der Ort dem Justiz- und Kammeramt Wassertrüdingen.
Im Jahr 1809 wurde Mutschach infolge des Gemeindeedikts dem Steuerdistrikt und der Munizipalgemeinde Dinkelsbühl zugeordnet.

## Einwohnerentwicklung
| Jahr      | 001818 | 001840 | 001871 | 001885 | 001900 | 001925 | 001950 | 001961 | 001970 | 001987 |
| Einwohner | 8      | 5      | 4      | 6      | 6      | 3      | 2      | 3      | 5      | 0      |
| Häuser    | 1      | 2      |        | 1      | 1      | 1      | 1      | 1      |        | 1      |
| Quelle    | [ 6 ]  | [ 13 ] | [ 14 ] | [ 15 ] | [ 16 ] | [ 17 ] | [ 18 ] | [ 19 ] | [ 20 ] | [ 1 ]  |

## Religion
Der Ort ist seit der Reformation evangelisch-lutherisch geprägt und war ursprünglich nach St. Wendelin (Lehengütingen) gepfarrt, seit der ersten Hälfte des 19. Jahrhunderts ist die Pfarrei St. Paul (Dinkelsbühl) zuständig. Die Katholiken sind nach St. Georg (Dinkelsbühl) gepfarrt.